# Centre Jaude 2

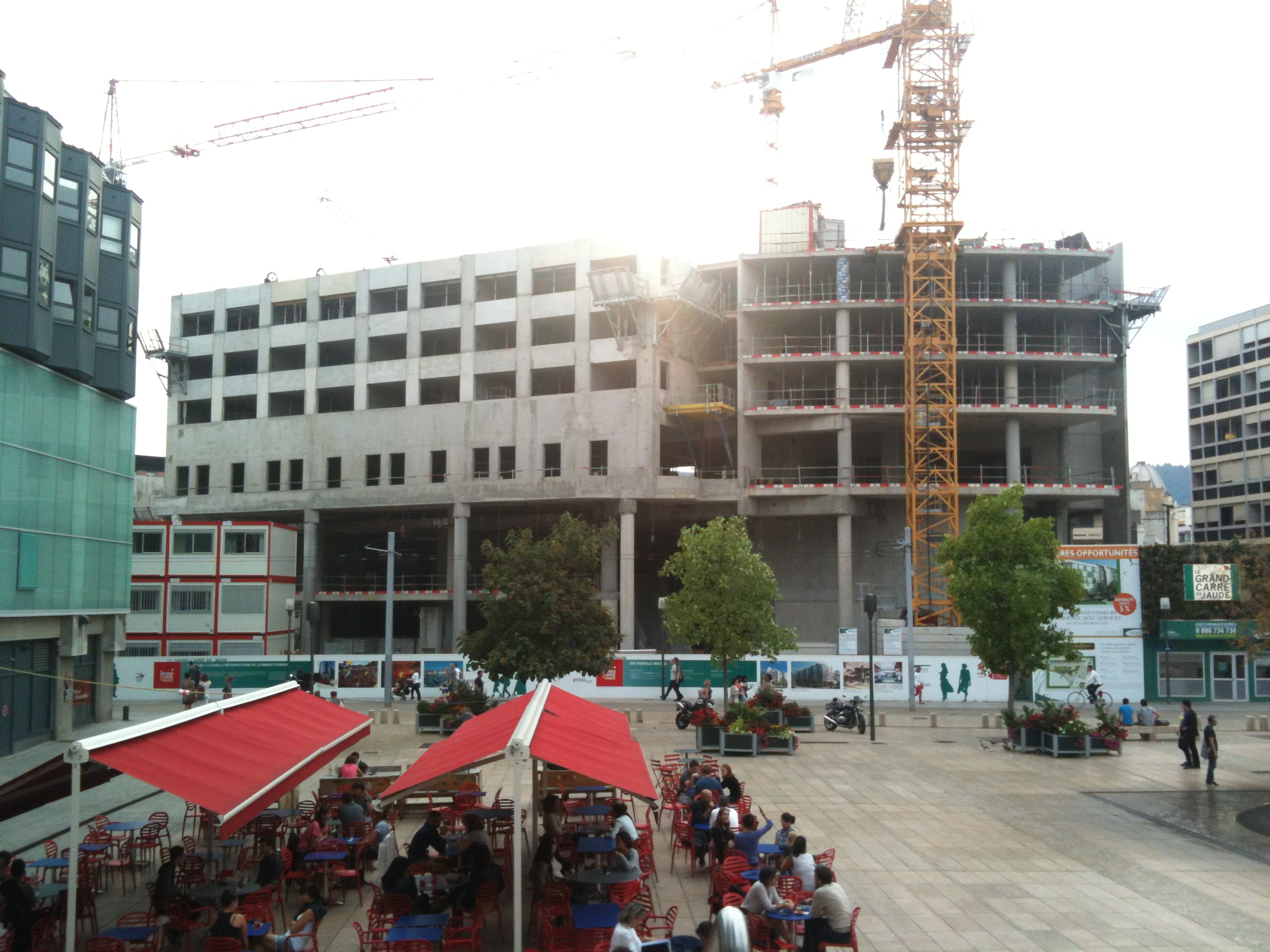
L'état des travaux en septembre 2012.

Le Centre Jaude 2 (aussi appelé Grand carré Jaude) est un ensemble immobilier se trouvant dans le centre-ville de Clermont-Ferrand, donnant sur la place de Jaude.

## Composition
Sur 5 000 m2 de terrain, l'ensemble est composé de :
- un centre commercial de 13 330 m2 ;
- un complexe cinématographique de sept salles et 1 200 places, géré par la compagnie CGR ;
- un hôtel quatre étoiles de 125 chambres géré par Mercure ;
- une résidence hôtelière de 122 chambres gérée par Adagio ;
- 2 900 m2 de bureaux ;
- 320 logements ;
- six cents places de stationnement dont quatre cents publiques.

Le Centre Jaude 2 est, comme son nom l'indique, la suite du premier Centre Jaude. Il prend place entre l'avenue Julien, la place de Jaude, et se trouve sur la place de la Résistance.
Le projet initial lui avait conféré le nom de « Carré Jaude 2 », ce dernier se situant également dans le prolongement du Carré Jaude.
Les commerces du centre-ville souffrent toutefois d'une baisse du niveau d'activité.

## Évolution du projet
Selon le quotidien La Montagne du 30 octobre 2007 qui relaie l'information, le projet du Carré Jaude 2 a été modifié en substance. Il s'agit pour les promoteurs de tenir compte des recommandations fermes de la préfecture se faisant elle-même l'écho des remarques de l'Architecte des bâtiments de France. Celui-ci exige que soient conservées dans le futur ensemble les façades datant du XIXe siècle qui ornaient les édifices sur le site choisi pour la construction.
En outre, l'avancée qui devait occuper l'angle du Carré Jaude 2 a été remodelée.
Les travaux ont débuté en 2008 et la livraison a été effective le 13 novembre 2013. Face à une foule pressante attendant jusqu'à la voie du tramway, le centre a ouvert ses portes à 9 h 30. Les boutiques ouvrent à 10 h. La journée du 13 novembre 2013 a connu une affluence record digne d'un samedi de décembre, avec près de 50 000 visiteurs. Parmi les boutiques présentes à l'inauguration, on peut mentionner la troisième Lego Store française.
Il s'agit de l'un des plus vastes projets urbains de centre-ville en France.
Après un an, le centre Jaude 2 a accueilli 4,5 millions de visiteurs, soit en moyenne 14 000 visiteurs par jour. Cependant, un magasin d'optique a fermé. De nouvelles enseignes sont attendues, dont l'arrivée d'une enseigne anglaise de prêt-à-porter (New Look) et Father&Sons.